# Hospital de Órbigo
Hospital de Órbigo est une localité et un municipio (municipalité ou canton) de la comarque de Ribera del Órbigo (es), dans la province de León, communauté autonome de Castille-et-León, dans le Nord de l'Espagne. La localité est le chef-lieu du municipio du même nom.
Cette localité est une halte sur le Camino francés du Pèlerinage de Saint-Jacques-de-Compostelle.

## Démographie
| 1996  | 1998  | 1999  | 2000  | 2001  | 2002  | 2003  |
| ----- | ----- | ----- | ----- | ----- | ----- | ----- |
| 1 195 | 1 145 | 1 147 | 1 127 | 1 126 | 1 116 | 1 104 |

| 2004  | 2005  | 2006  | 2010  | - | - | - |
| ----- | ----- | ----- | ----- | - | - | - |
| 1 080 | 1 051 | 1 078 | 1 031 | - | - | - |

## Divisions administratives
Le municipio regroupe les localités de :
- Hospital de Órbigo (chef-lieu),
- Puente de Órbigo.

## Culture et patrimoine

### Pèlerinage de Compostelle
Par le Camino francés du Pèlerinage de Saint-Jacques-de-Compostelle, le chemin vient de Puente de Órbigo dans le même municipio d'Hospital de Órbigo.
La prochaine halte est la localité de Villares de Órbigo, dans le municipio du même nom, vers le nord-ouest.

## Sources et références
- (es) Cet article est partiellement ou en totalité issu de l’article de Wikipédia en espagnol intitulé « Hospital de Órbigo » (voir la liste des auteurs).
- Grégoire, J.-Y. & Laborde-Balen, L. , « Le Chemin de Saint-Jacques en Espagne - De Saint-Jean-Pied-de-Port à Compostelle - Guide pratique du pèlerin », Rando Éditions, mars 2006,  (ISBN 2-84182-224-9)
- « Camino de Santiago St-Jean-Pied-de-Port - Santiago de Compostela », Michelin et Cie, Manufacture Française des Pneumatiques Michelin, Paris, 2009,  (ISBN 978-2-06-714805-5)
- « Le Chemin de Saint-Jacques Carte Routière », Junta de Castilla y León, Editorial